# Ålö, Ingå
Ålö är en ö i Finland. Den ligger i Finska viken och i kommunen Ingå i den ekonomiska regionen  Raseborg i landskapet Nyland, i den södra delen av landet. Ön ligger omkring 50 kilometer väster om Helsingfors.
Öns area är 71,5 hektar och dess största längd är 1,6 kilometer i sydväst-nordöstlig riktning. Ön höjer sig omkring 25 meter över havsytan.